# 진실주집 (충청북도 유형문화재 제322호)
진실주집(眞實珠集)은 충청북도 단양군에 있는 조선시대의 책이다. 2011년 2월 1일 충청북도의 유형문화재 제322호로 지정되었다.

## 개요
중국 송나라의 예묘행(倪妙行)이 선(禪)을 닦는 여러 이름높은 스님들의 새김글(명<銘>), 시가(詩歌), 심요(心要), 불교와 관련한 명언과 시문(詩文) 등을 모아 편집한 것이다.
세조가 설치한 간경도감(刊經都監)에서 국가적인 차원으로 간행하였다는 점과 당대의 일류학자들이 교정에 참여했음을 알려주고 있어서 당시 간경도감의 위상을 살피는데 귀중한 자료가 된다.
당시 진의부사로 있던 황오신(黃伍信)이 쓴 글씨로 표본을 제작해 윤필상(尹弼商), 노사신(盧思愼), 한계희(韓繼禧)의 감수를 거쳐 간행되었다.
1462년 간경도감에서 간행한 것으로 보물 921호, 1014호와 동일본이다.
재료는 지본수묵(紙本水墨)이며, 목판본 / 선장의 형식을 취하고 있다.
규모는 세로 26.1cm 가로는 17.0cm이다. 보존상태는 양호한 편이다.
각 권 끝부분에 천순 육년(天順 六年) 간경도감에서 간행하였다는 간기가 있어 간행처와 간행연대를 알 수 있다. 이 책은 간경도감이 만들어진 후 최초의 간행본으로 알려지고 있어 조선 세조대의 인쇄문화를 알 수 있는 귀중한 자료이다.

## 같이 보기
- 진실주집
- 간경도감

## 참고 자료
- 진실주집 - 국가유산청 국가유산포털